# 帛琉
7°20′59″N 134°30′35″E / 7.34972°N 134.50972°E
帛琉共和國（英語：Republic of Palau；日语： Parao Kyōwakoku），通稱帛琉或帕勞（Palau，旧称或）是位于西太平洋的岛嶼国家。全国有约340座岛屿，属于密克罗尼西亚群岛中加罗林群岛的西链，总面积为459平方公里。人口最多的岛屿是科罗尔。首都恩吉鲁穆德位于临近岛屿巴伯尔道布岛，隶属于梅莱凯奥克州。帛琉的海上邻国包括印度尼西亚、菲律宾和密克罗尼西亚联邦。
约3,000年以前，来自菲律宾的移民最先在这里定居；直到约900年以前，当地人种都属于尼格利陀人。群岛在16世纪初被欧洲人发现，1574年成为西属东印度群岛的一部分。1898年，西班牙在美西战争中被击败；1899年，根据德国－西班牙条约，群岛被出售予德意志帝国，隶属于德属新几内亚。第一次世界大战期间，帛琉被日本帝国海军占领，随后被国际联盟交由日本“委任统治”（日语：／ inin tōchi），归入南洋诸岛。第二次世界大战期间，作为馬里亞納群島及帛琉戰事的一部分，美军与日军在此进行过多次小规模战斗，包括主要的佩莱利乌战役。1947年，帛琉同其它几个太平洋群岛一起成为美属太平洋群岛托管地的一部分。根据与美国之间的《自由联合协定》，帛琉在1994年完全独立但和美国保持自由联系。

## 歷史
- 德屬紐幾內亞 1899–1914年
- 大日本帝國軍事占領 1914–1919年
- 南洋廳 1919–1944年
- 美國軍事占領 1944–1947年
- 太平洋群島託管地 1947–1994年
- 帕劳共和國 1994年–至今

### 西屬時期
1783年，葡萄牙人發現帛琉，但不久後被西班牙人統治，纳入以菲律宾为中心的西屬東印度群島。

### 轉換時期

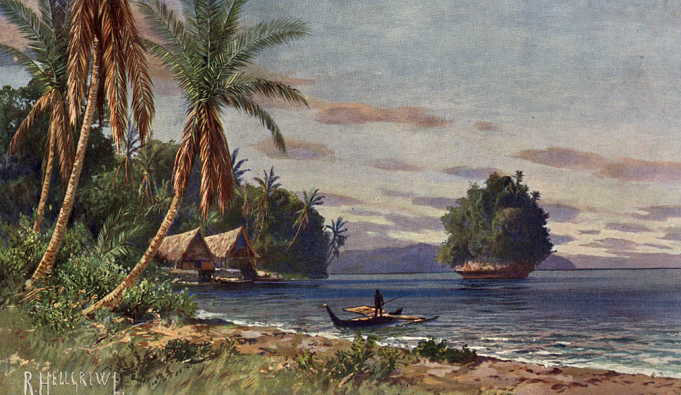
德屬時期的帕劳，繪於1908年

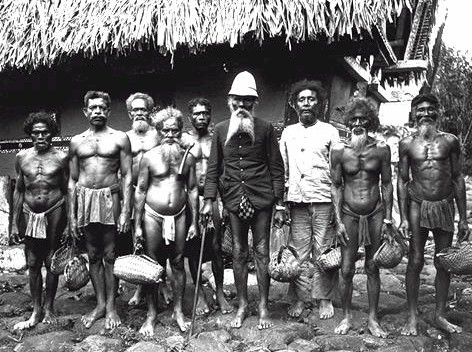
1915年科羅爾的酋長們

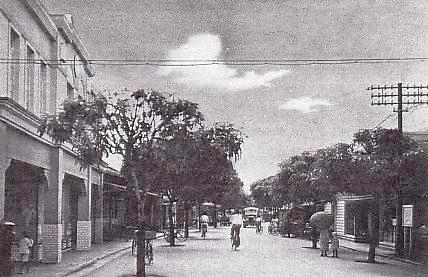
日屬時期的科羅爾

隨著18世紀起英國商人開始頻繁造訪帛琉，西班牙於19世紀加強對帛琉的影響。1898年，帛琉以帕拉歐斯（Palaos）的名義派出一名代表參加菲律賓第一個爭取獨立的革命會議馬洛洛斯會議。同為西屬東印度與菲律賓都督府的一部分，帛琉為加羅林群島中唯一有權派出代表的地區。會議也表明若帕劳尋求自治則會予以支持。1899年的《德西條約》中，帕劳作為加羅林群島中的一部分被西班牙賣給了德意志帝國，成為德屬新幾內亞的一部分。德國於統治期間，在帕劳開始了椰子與樹薯的農業栽培，並於安加爾進行磷酸鹽礦的開採。
第一次世界大戰期間，日本佔領了德國統治的加羅林群島。第一次世界大戰結束後，國際聯盟正式將德屬密克羅尼西亞群島委任日本進行託管，成為日屬南洋諸島的一部分。日本將南洋廳與帕劳支廳的中心設立於科羅爾。大量的日本人移入帕劳，使得帕劳支廳的人口約3/4為日本人。在日本的統治下，展開了帕劳的學校、醫院與道路等基礎建設。1920年代的科羅爾已經成為一個現代化的市鎮。
第二次世界大戰期間，帕劳成為日本1941年入侵菲律賓的重要基地，該戰役推翻了美屬菲律賓自由邦並於1943年建立日本控制的菲律賓第二共和國。

### 二战历史

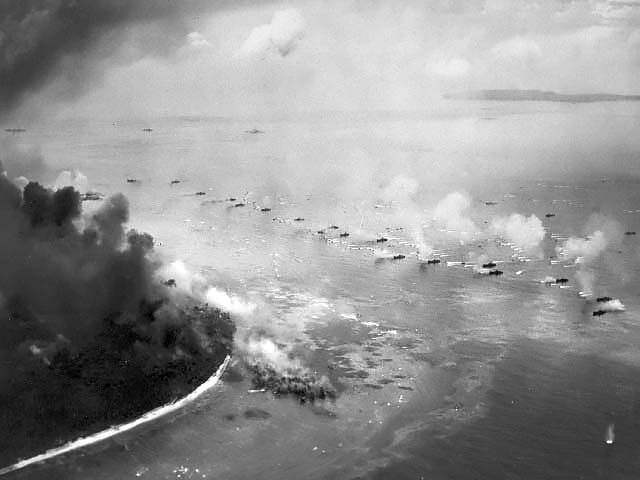
貝里琉戰役

在第二次世界大戰中，被盟軍攻佔。第二次世界大戰期間，美國在貝里琉戰役中於1944年從日本手中獲得了帕劳，當時有2,000多名美國人和10,000名日本人被殺。1945年至1946年，美國重新取得菲律賓的統治權，並透過馬尼拉治理帕劳。然而在菲律賓獨立後，美國的西太平洋行政中心轉移至關島。1947年聯合國正式以聯合國安理會21號決議授權美國以太平洋群島託管地進行託管。

### 邁向獨立
1979年太平洋群島託管地的4個區域同意組成密克羅尼西亞聯邦，然而帕劳區與馬紹爾群島區拒絕加入。帕劳於1978年開始尋求獨立，並獲得了菲律賓、中華民國與日本的支持。1981年1月1日成立帕劳共和國，並制定禁止貯藏及攜入核武之「非核憲法」。
1986年美國以15年內分期提供4億5千萬美元經濟援助及准許其獨立為條件與帕劳簽訂為期50年之「自由聯合協定」（Compact of Free Association），依據該協定帕劳享有內政自治權並得與他國政府、區域暨國際組織簽訂條約及協定，涉外事務需與美方進行協商，國防亦由美軍協防，美方還有權派遣核子軍艦及軍機至帕劳領域，且無義務承認或否認在帕劳部署核武；此一條件有違帛琉憲法中「非核條款」，故要求帕劳暫時凍結此一憲法條款。此協定先後7次遭到帕劳公民投票否決，直至1993年11月第8次公民投票始獲通過，帕劳遂於1994年10月1日正式獨立。

## 史前遺址
最早期的帛琉人可能來自波里尼西亞和亞洲。從該地各家族的起源傳說可以看出，帛琉人可能混雜了美拉尼西亞、密克羅尼西亞和波里尼西亞的人種。因此帛琉人在嚴謹的定義上，並非歸屬於密克羅尼西亞人。
這個島群早期被認為是「黑色群島」，在澳大利亚在線圖書館 （页面存档备份，存于）中可以找到早期的地圖和村落的描繪，也可以找到早期科羅爾州大酋長有著紋身和耳洞裝飾的照片。
近年的研究中，從14C的定年結果和出土的考古證據，把這個島群的歷史帶到了新的面向。在島上發現的墓葬遺址顯示，帛琉應該是整個大洋洲最早具有喪葬儀式的地方。但是對於帛琉人何時定居在此有兩種說法，一個說法是西元前2500年，另一個則是西元前1000年。
在爪哇，這個遠古時期跟帛琉有貿易往來關係的地區，曾經發現了佛羅勒斯人。2007年，有考古學者在帛琉的洛克群島發現了疑似佛羅勒斯人的矮小體型的人骨遺留。這個發現可能會推翻以往的假設，但是目前這個研究發現仍有爭議。
幾千年來，帛琉有著發達的母系社會，一般認為是從爪哇遷移來的族群所帶來的制度。傳統上，土地、貨幣、跟頭銜都由母系傳承。氏族所有地由女性的族長掌管並傳給第一個女兒。但是當代也有實行父系傳承制度，這是在日本殖民帛琉時所傳入該社會。在二次大戰期間，日本政府試圖把土地重新分配轉為個人所有權，並意圖革除舊有的制度。現在這些法律的衝突仍在許多家族中上演。

## 政治
帛琉總統為是帕劳共和国的最高领导人，每四年由帛琉人民選舉產生。現任總統為惠恕仁（Surangel S. Whipps, Jr.），於2021年1月21日就任，任期4年。

## 外交
截至2019年，帛琉共和国已與90個國家及政治體建立外交关系，详见帛琉建交列表。並在美國華盛頓與紐約、中華民國（臺灣）、日本、菲律賓等地設立外交代表機構；中華民國、日本、美國及澳大利亞也在帛琉設館，並派駐大使。

### 與日本關係
帛琉共和国與日本關係密切，第一次世界大戰期間，帛琉曾被日本帝國海軍占領，隨後被國際聯盟歸入日治南洋群島。日本戰敗，帛琉獨立後，曾選出日本裔的中村國雄任該國總統。

### 與中華民國關係
帛琉共和國與中華民國于1999年年底建交，双方紧密友好的外交往来。2017年12月30日帛琉總統表示，目前並不打算改變和中華民國的外交關係。2025年4月10日帛琉總統惠恕仁表示，帛琉不會屈服於中國大陸的外交壓力，會繼續做為台灣的盟友，不會輕言改變。他說：「我們認為可以用這個原則來看，即一旦結婚，就永遠在一起，直到死亡將我們分開（until death do us part）。」

### 與中華人民共和國關係
中华人民共和国与帛琉无外交关系。 2019年，两国间进出口贸易总额约1,900万美元。目前中国大陆无直飞帛琉的航班，游客可通過香港、澳門、首爾、台北等地中转前往帛琉。传闻中华人民共和国政府於2017年禁止旅行团到帛琉观光，有分析称目的是施压中華民國邦交国，对此中華人民共和国外交部予以否认。

## 行政區劃

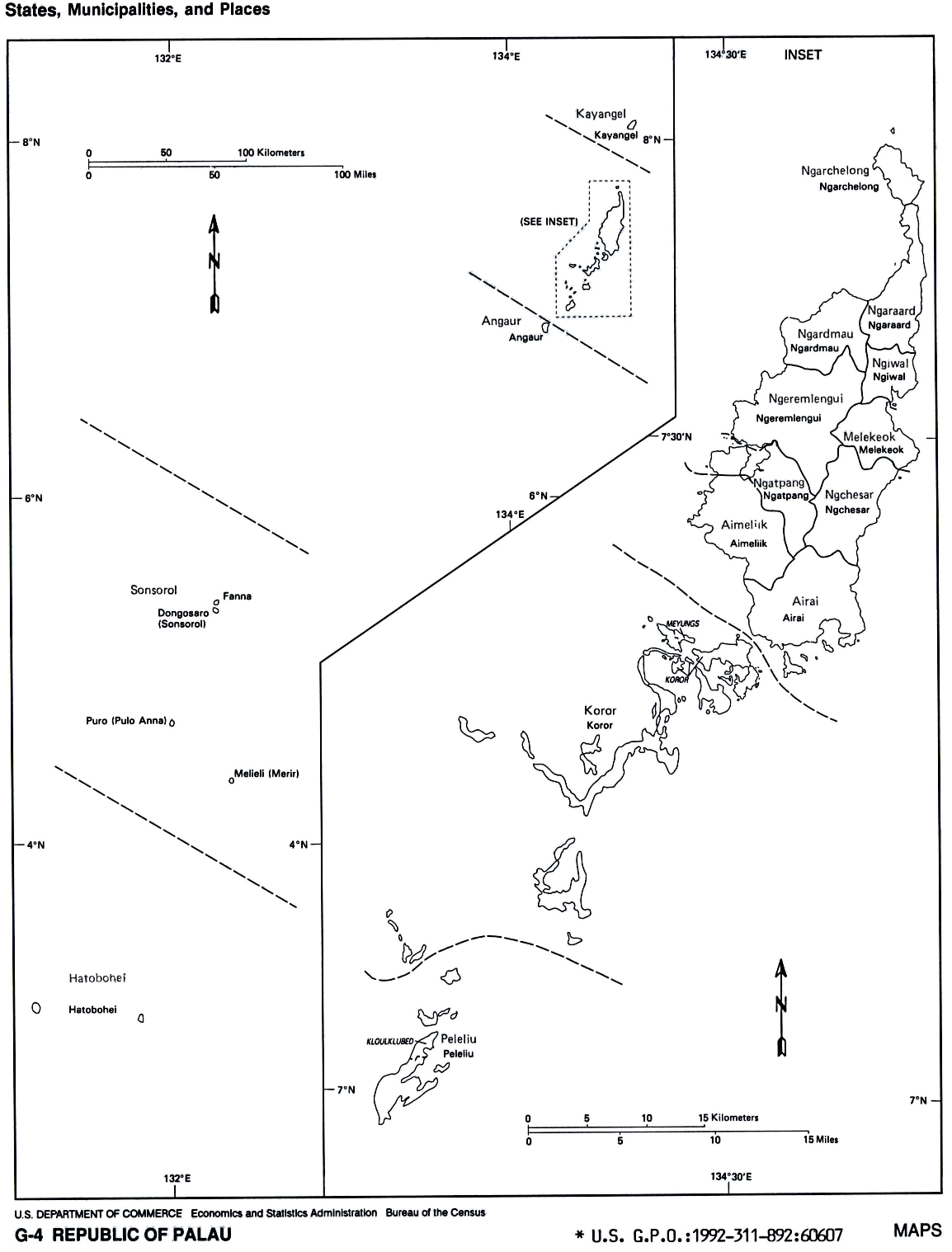
帛琉行政區劃

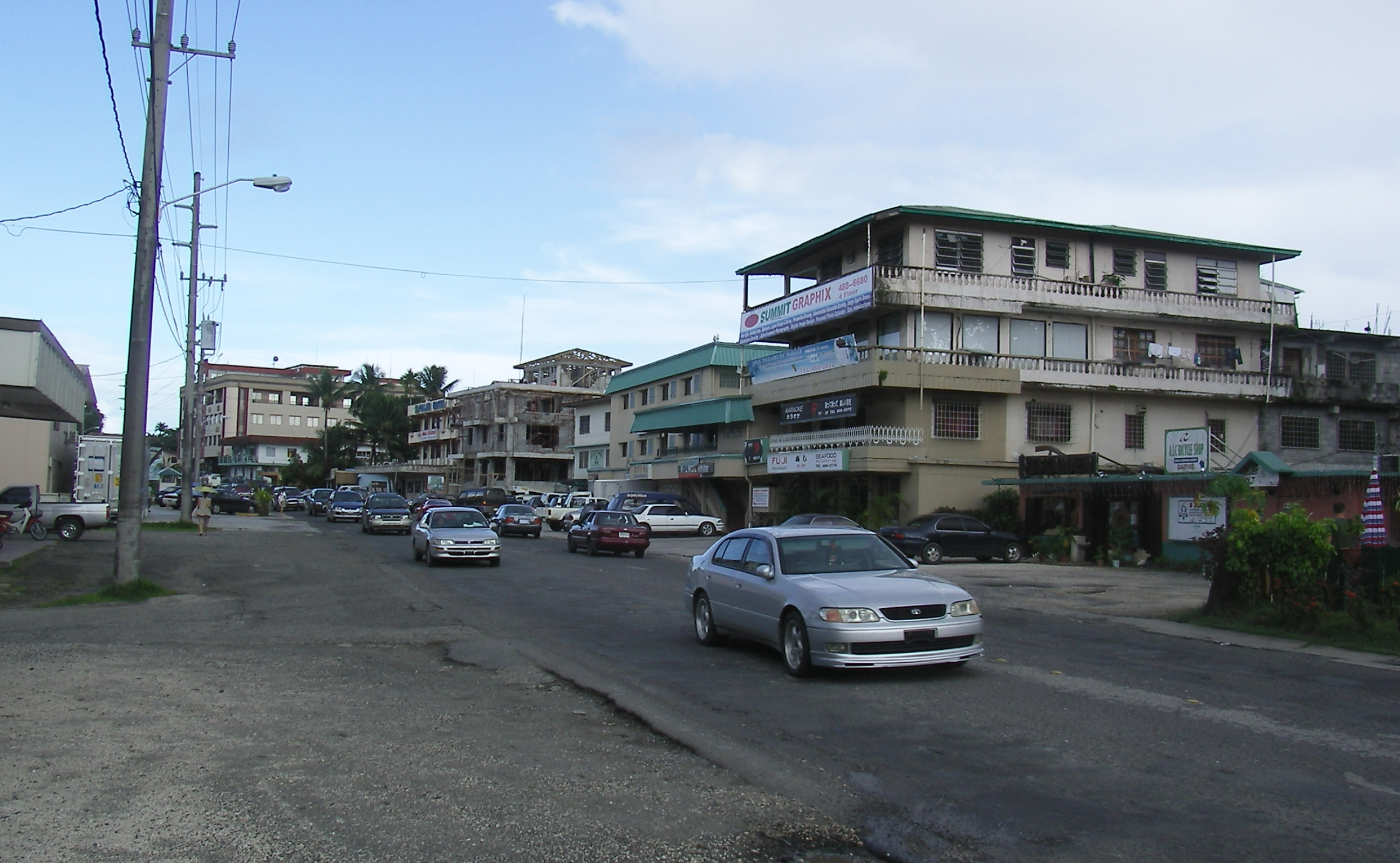
科罗尔市區

帛琉全國共分為16個州。除了最大的主島群分成14州之外，餘下的堡礁以南北再分為2州。這16個州名稱如下：（以英文字母排列）
| - 艾梅利克州 - 愛萊州 - 安加爾州 - 哈托荷貝州 - 卡揚埃爾州 - 科罗尔州 - 梅莱凯奥克州 - 雅拉爾德州 |  | - 雅切隆州 - 雅德茂州 - 雅龐州 - 恩切薩爾州 - 埃雷姆倫維州 - 宜瓦尔州 - 貝里琉州 - 松索羅爾州 |

## 地理

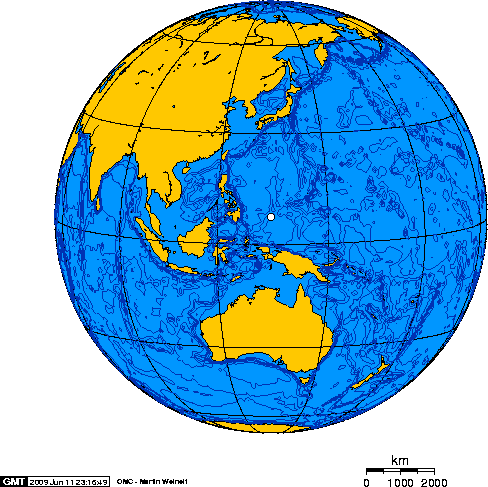
正投影圖

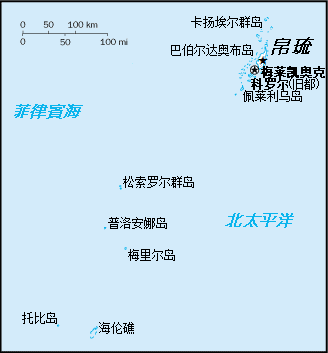

帛琉由一個大堡礁和無數小島和較少堡礁構成。主島本身其實也由多個小堡礁構成，較大的有安加爾、Babeldaob（Babelthuap）、Koror、Peleliu。亦因為當地有大量珊瑚，故其有大量是由海洋生物的屍體沉降累積而成的石灰岩，甚至成為其附近雅浦島，雅浦島石幣的制作原料。全國有三分之二人口在舊都科羅爾居住。主島群以北是Ngeruangel和Kayangel。主島以西是Rock Islands，無人居住。西南部距離主島群約600公里的西南群島，也是帛琉的一部份。
以下是帛琉和其他地區的距離：
- 夏威夷州：7,200公里
- 加利福尼亚州：11,200公里
- ：4,000公里
- 臺灣：2,200公里
- 日本：4,000公里
- 菲律賓：880公里
- ：650公里
- 印度尼西亞：600公里

### 氣候
帛琉的氣候屬熱帶雨林氣候，全年平均溫度約28.9℃。全年皆為雨季，平均全年降雨量為380厘米，平均濕度為82%。雖然降雨主要集中在7月到10月，但這段期間也經常陽光普照。帛琉偏離颱風主要路徑範圍，因此鮮少受到熱帶氣旋影響，僅有2013年颱風海燕以極高強度直襲帛琉，所幸未在當地造成嚴重傷亡。
| 帛琉群島（1961-1990） | 帛琉群島（1961-1990） | 帛琉群島（1961-1990） | 帛琉群島（1961-1990） | 帛琉群島（1961-1990） | 帛琉群島（1961-1990） | 帛琉群島（1961-1990） | 帛琉群島（1961-1990） | 帛琉群島（1961-1990） | 帛琉群島（1961-1990） | 帛琉群島（1961-1990） | 帛琉群島（1961-1990） | 帛琉群島（1961-1990） | 帛琉群島（1961-1990） |
| 月份                  | 1月                   | 2月                   | 3月                   | 4月                   | 5月                   | 6月                   | 7月                   | 8月                   | 9月                   | 10月                  | 11月                  | 12月                  | 全年                  |
| --------------------- | --------------------- | --------------------- | --------------------- | --------------------- | --------------------- | --------------------- | --------------------- | --------------------- | --------------------- | --------------------- | --------------------- | --------------------- | --------------------- |
| 平均高温 °C（°F）     | 30.6 (87.1)           | 30.6 (87.1)           | 30.9 (87.6)           | 31.3 (88.3)           | 31.4 (88.5)           | 31.0 (87.8)           | 30.6 (87.1)           | 30.7 (87.3)           | 30.9 (87.6)           | 31.1 (88.0)           | 31.4 (88.5)           | 31.1 (88.0)           | 31.0 (87.7)           |
| 日均气温 °C（°F）     | 27.3 (81.1)           | 27.2 (81.0)           | 27.5 (81.5)           | 27.9 (82.2)           | 28.0 (82.4)           | 27.6 (81.7)           | 27.4 (81.3)           | 27.5 (81.5)           | 27.7 (81.9)           | 27.7 (81.9)           | 27.9 (82.2)           | 27.7 (81.9)           | 27.6 (81.7)           |
| 平均低温 °C（°F）     | 23.9 (75.0)           | 23.9 (75.0)           | 24.1 (75.4)           | 24.4 (75.9)           | 24.5 (76.1)           | 24.2 (75.6)           | 24.1 (75.4)           | 24.3 (75.7)           | 24.5 (76.1)           | 24.4 (75.9)           | 24.4 (75.9)           | 24.2 (75.6)           | 24.2 (75.6)           |
| 平均降水量 mm（）     | 271.8 (10.70)         | 231.6 (9.12)          | 208.3 (8.20)          | 220.2 (8.67)          | 304.5 (11.99)         | 438.7 (17.27)         | 458.2 (18.04)         | 379.7 (14.95)         | 301.2 (11.86)         | 352.3 (13.87)         | 287.5 (11.32)         | 304.3 (11.98)         | 3,758.3 (147.97)      |
| 平均降水天数          | 19.0                  | 15.9                  | 16.7                  | 14.8                  | 20.0                  | 21.9                  | 21.0                  | 19.8                  | 16.8                  | 20.1                  | 18.7                  | 19.9                  | 224.6                 |
| 月均日照時數          | 198.4                 | 194.9                 | 244.9                 | 234.0                 | 210.8                 | 168.0                 | 186.0                 | 176.7                 | 198.0                 | 179.8                 | 183.0                 | 182.9                 | 2,357.4               |
| 来源：香港天文台      |                       |                       |                       |                       |                       |                       |                       |                       |                       |                       |                       |                       |                       |

## 生态
在帛琉，热带雨林覆盖大多数的岛屿，有黑檀木、孟加拉榕树、面包树、椰子树、露兜树等，这些热带雨林形成绿意盎然的树海。同时帛琉还有野生红树林与热带大草原生态可以探访。
帛琉海底生物形形色色，场面壮观包括超过1,500种的多样鱼类、700种的珊瑚和海葵。其他值得一看的景观尚包括巨型蛤蜊、海龟、蝠魟鱼、灰礁鲨、海蛇、海牛等。靠近陆地之处，有入海口附近的鳄鱼、大蜥蜴。此外，尚可看到数十种鸟类、果蝠在洛克群岛的聚居地、在Angaur岛的猿猴、一些无毒的蛇类、小型蜥蜴及其他昆虫，而且在帛琉的陆地上，没有任何有毒的陆生动物。
帛琉政府指定了洛克群岛中70个无人居住的岛屿作为海洋生态保护区，禁止民众进入，以充分保护海龟与海鸟的生态环境。
2020年1月1日起帛琉政府為了保護珊瑚礁與海洋生態，禁止使用有害珊瑚礁的防曬乳。

## 經濟
旅遊業是經濟的支柱，除此之外還有農業和漁業。在2000-2001財政年度，約有共50,000外國人來帛琉經商或觀光。政府是本國最主要的雇主，但國家經濟很大程度上依賴美國的經濟援助。儘管如此，人均國民收入是菲律賓和大多數密克羅尼西亞國家的兩倍。帛琉的旅遊市場正在傾向於吸引更多來自東亞的遊客，並希望外國投資可以幫助他們興建更完備的基礎設施。

## 人口
當地居民約20,000人，其中大部分為帛琉土著，屬密克羅尼西亞人。少數族裔有來自菲律賓為主的亞洲人和少量歐洲人。三分之二的居民信奉基督教，當中天主教徒佔大多數，其餘的信奉其他新教派系。除了基督教外，當地一種叫Modekngei的地方宗教也十分流行。

### 语言
帕劳现存三种土著语言，帕劳语、松索罗尔语(Sonsorolese)和托比安语(Tobian)。其官方語言為英語和帛琉語，许多老年人也会说日语。

## 教育
帛琉社區學院是帛琉唯一一所提供高等教育的學校，亦有不少人選擇到附近國家的大學就讀。

## 交通

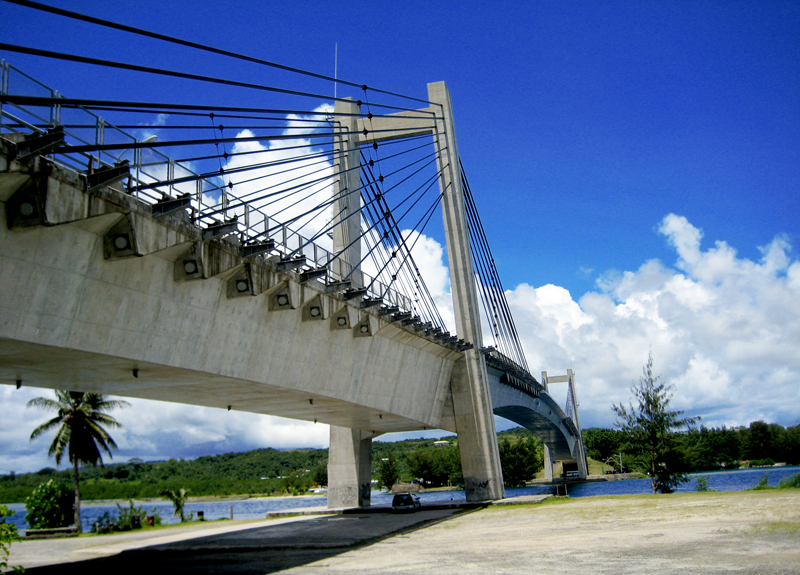
巴伯爾圖阿普大橋

帛琉全國共有3個機場，分別位於主島、貝里琉和安加爾島上。其中帛琉國際機場為唯一的國際機場，位於主島南部，埃拉伊州境内。

## 節日及假日
| 日期                 | 中文名称 | 当地名称 |
| -------------------- | -------- | -------- |
| 1月1日               | 新年     |          |
| 3月15日              | 青年节   |          |
| 5月5日               | 老人节   |          |
| 6月1日               | 总统日   |          |
| 7月9日               | 宪法日   |          |
| 9月的第一个星期一    | 劳动节   |          |
| 10月1日              | 独立节   |          |
| 10月24日             | 联合国日 |          |
| 11月的最后一个星期四 | 感恩节   |          |
| 12月25日             | 圣诞节   |          |

### 关联文献
- 須藤健一監修『パラオ共和国 過去と現在そして21世紀へ』おりじん書房、2003年

## 外部連結
- 帛琉政府網站 （页面存档备份，存于） （英文）
- 帛琉政府觀光局 （页面存档备份，存于） （英文）
- 《世界概况》上有关Palau的条目 （英文）
- 中的“帛琉” （英文）
- 維基媒體的Palau地圖集  （英文）

## 參见
- 帛琉太平洋航空
- 海洋師團
- 聯繫邦